# 旺迪尼-阿马日
旺迪尼-阿马日（法語：Wandignies-Hamage，法語發音：[wɑ̃diɲi amaʒ]）是法国上法蘭西大區北部省的一个市镇，属于杜埃区。该市镇由旺迪尼（Wandignies）和阿马日（Hamage）两个村庄组成。

## 地理
旺迪尼-阿马日（50°23'58"N, 3°18'52"E）面积6.3 平方千米，位于法国上法蘭西大區北部省，该省份为法国最北部的省份及最长的省份，西北濒北海，西接加来海峡省，南至埃纳省和索姆省，东与比利时接壤。
与旺迪尼-阿马日接壤的市镇（或旧市镇、城区）包括：瓦尔兰、奥尔南、埃尔、弗南、阿农、埃莱姆、马尔谢讷、略莱。
旺迪尼-阿马日的时区为UTC+01:00、UTC+02:00（夏令时）。

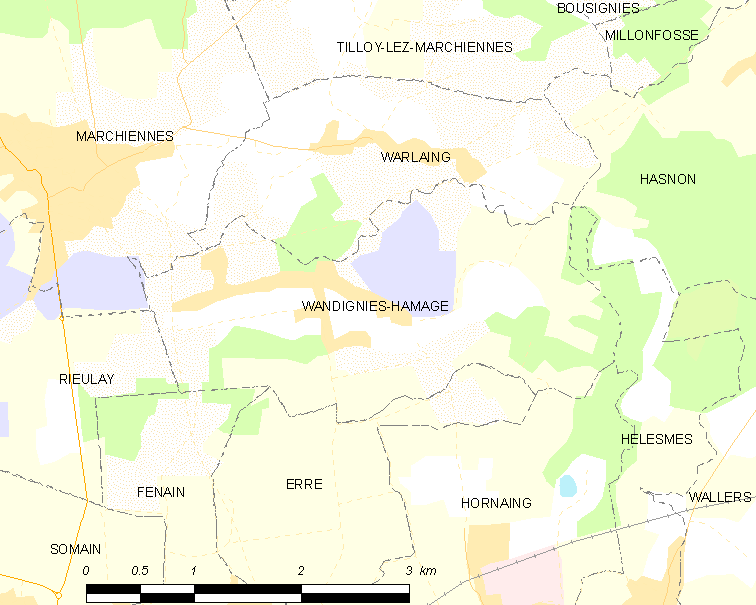
旺迪尼-阿马日的OSM定位图

## 行政
旺迪尼-阿马日的邮政编码为59870，INSEE市镇编码为59637。

## 政治
旺迪尼-阿马日所属的省级选区为桑勒诺布勒县。

## 人口

1962-2008年间旺迪尼-阿马日人口变化图示

旺迪尼-阿马日于2022年1月1日时的人口数量为1310人。